# Vandijkophrynus amatolicus
Vandijkophrynus amatolicus és una espècie d'amfibi que viu a Sud-àfrica.
Està amenaçada d'extinció per la pèrdua del seu hàbitat natural.